# Okresní soud v Šumperku
Okresní soud v Šumperku je okresní soud se sídlem v Šumperku, jehož odvolacím soudem je Krajský soud v Ostravě – pobočka v Olomouci. Rozhoduje jako soud prvního stupně ve všech trestních a civilních věcech, ledaže jde o specializovanou agendu (nejzávažnější trestné činy, insolvenční řízení, spory ve věcech obchodních korporací, hospodářské soutěže, duševního vlastnictví apod.), která je svěřena krajskému soudu.
Soud se nachází v historické budově vybavené kamerovým systémem v ulici Milana Rastislava Štefánika, kde sídlí spolu s Okresním státním zastupitelstvím v Šumperku.

## Soudní obvod
Obvod Okresního soudu v Šumperku se zcela neshoduje s okresem Šumperk, patří do něj území všech těchto obcí:
Bludov •
Bohdíkov •
Bohuslavice •
Bohutín •
Branná •
Bratrušov •
Brníčko •
Bušín •
Dlouhomilov •
Dolní Studénky •
Drozdov •
Dubicko •
Hanušovice •
Horní Studénky •
Hoštejn •
Hraběšice •
Hrabišín •
Hrabová •
Hynčina •
Chromeč •
Jakubovice •
Janoušov •
Jedlí •
Jestřebí •
Jindřichov •
Kamenná •
Klopina •
Kolšov •
Kopřivná •
Kosov •
Krchleby •
Lesnice •
Leština •
Libina •
Lipinka •
Líšnice •
Loštice •
Loučná nad Desnou •
Lukavice •
Malá Morava •
Maletín •
Mírov •
Mohelnice •
Moravičany •
Nemile •
Nový Malín •
Olšany •
Oskava •
Palonín •
Pavlov •
Petrov nad Desnou •
Písařov •
Police •
Postřelmov •
Postřelmůvek •
Rájec •
Rapotín •
Rejchartice •
Rohle •
Rovensko •
Ruda nad Moravou •
Sobotín •
Staré Město •
Stavenice •
Sudkov •
Svébohov •
Šléglov •
Štíty •
Šumperk •
Třeština •
Úsov •
Velké Losiny •
Vernířovice •
Vikantice •
Vikýřovice •
Vyšehoří •
Zábřeh •
Zborov •
Zvole